# Cewka moczowa
Cewka moczowa (łac. urethra) – końcowa część układu moczowego wyprowadzająca mocz na zewnątrz (mikcja). Jest to przewód rozpoczynający się na dnie pęcherza moczowego ujściem wewnętrznym cewki, a kończący ujściem zewnętrznym u mężczyzn na końcu żołędzi prącia, u kobiet na brodawce cewkowej położonej w przedsionku pochwy.

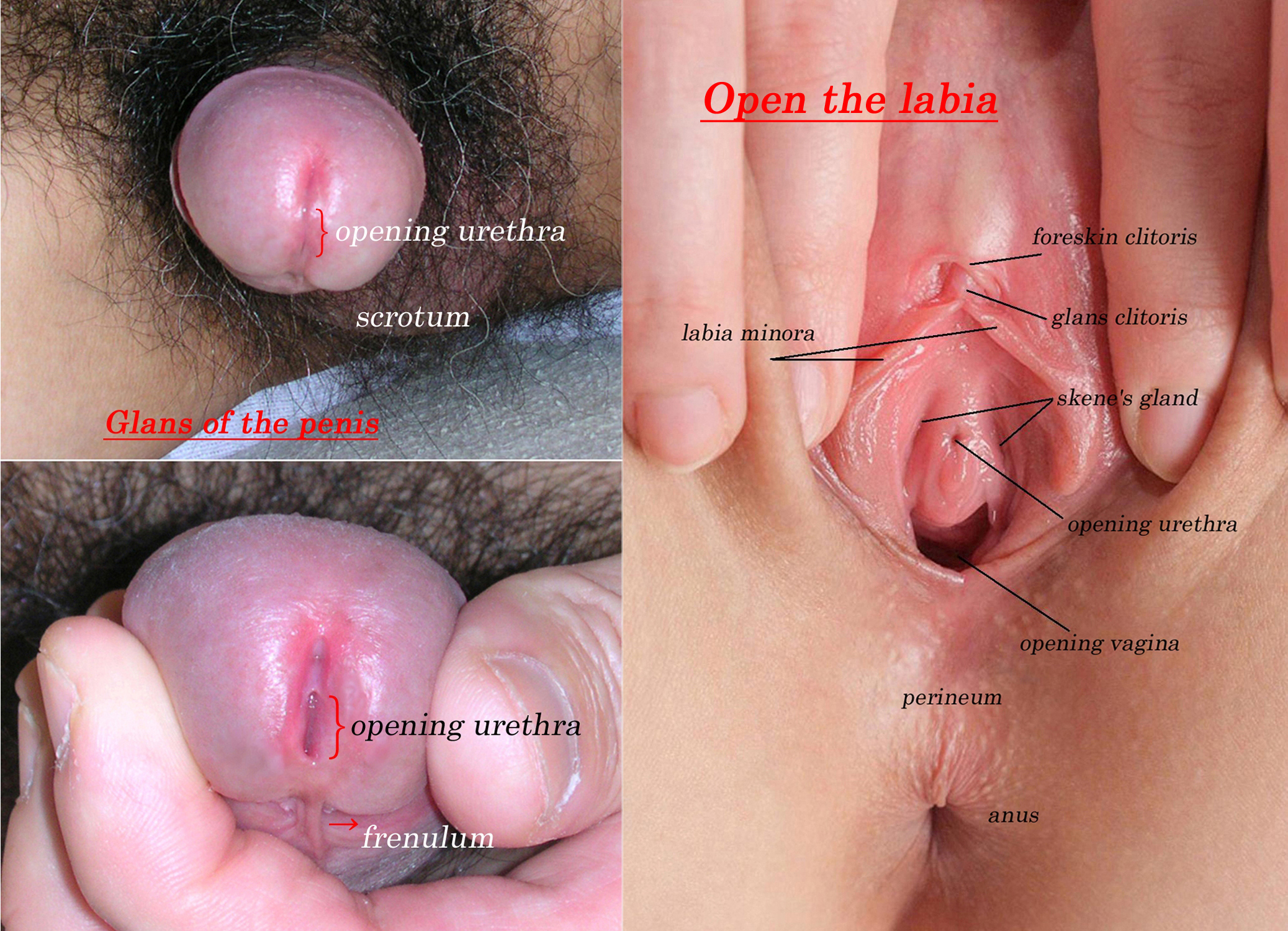
Ujście męskiej i żeńskiej cewki moczowej (urethra)

## Cewka moczowa męska
Ma ona długość od 15 do 20 cm. Poza funkcją wyprowadzania moczu pełni również u samców ssaków funkcję wyprowadzania nasienia. Dzieli się ona na:
1. Część śródścienną – biegnącą w ścianie pęcherza moczowego
2. Część sterczową – przebiegającą przez gruczoł krokowy
3. Część błoniastą – przebijającą przeponę moczowo-płciową
4. Część gąbczastą – biegnącą luźno w kroczu pod spojeniem łonowym przez ciało gąbczaste prącia, uchodzącą fizjologicznie na końcu żołędzi prącia; w przypadkach wad rozwojowych: spodziectwa – uchodzi na dolnej powierzchni prącia, wierzchniactwa – uchodzi na górnej powierzchni prącia.

## Cewka moczowa żeńska
Jest ona znacznie krótsza od męskiej (długość od 3 do 5 cm) i szersza. Cewkę moczową żeńską dzieli się na:
1. Część śródścienną, biegnącą w ścianie pęcherza moczowego
2. Część miedniczną
3. Część przeponową
4. Część podprzeponową.

Biegnie ona równolegle do pochwy, do przodu od niej. Znacznie mniejsza długość cewki moczowej żeńskiej stwarza dogodniejsze warunki rozwoju infekcji wstępującej dróg moczowych w porównaniu z cewką męską.

## Badanie cewki moczowej
Istnieją różne bezpośrednie i pośrednie metody badania cewki moczowej. Prostą metodą, na przykład identyfikacji urazów lub zachyłków, jest badanie palpacyjne. Uretrocystoskopia to zabieg endoskopowy, w którym endoskop jest wprowadzany do cewki moczowej i powoli wprowadzany do pęcherza moczowego. Umożliwia to dokładną lokalizację zwężeń, wybrzuszeń lub guzów. Procedura służy do określenia wskazań do wszelkich zabiegów w obrębie szyi pęcherza moczowego, np. przezcewkowej resekcji prostaty.
Procedury obrazowania obejmują (wsteczną) uretrografię, w której cewkę moczową wypełnia się rentgenowskim środkiem kontrastowym w celu identyfikacji kamieni moczowych, ciał obcych, zwężeń, wad rozwojowych, guzów i innych nieprawidłowości oraz cystouretrogramu opróżniania, w którym pęcherz jest wypełniony środkiem kontrastowym przez cewnik. Podobnie jak w przypadku cewki moczowej, gdy środek kontrastowy jest wydalany, można wykryć występy lub niedrożność cewki moczowej. W przypadku badania USG  w celu zdiagnozowania ewentualnych zwężeń, lub zachyłków cewkę moczową należy najpierw napełnić wodą lub lubrykantem.
Badania pośrednie w celu wykrycia czynników zakaźnych można przeprowadzić za pomocą wymazu z cewki moczowej, tj. pobranie wymazu lub badanie wydzieliny z cewki moczowej. Badanie moczu nie jest zalecane, ponieważ zawartość drobnoustrojów w wydzielinie cewki moczowej jest bardzo zmniejszona przez przepływający sterylny mocz.

## Wady rozwojowe, choroby i urazy
Wady rozwojowe, choroby i urazy mogą wpływać na cewkę moczową wszystkich ssaków, przy czym w szczególności infekcje są różne i czasami specyficzne dla gatunku. Poniższe reprezentacje odnoszą się głównie do ludzi, ale mogą być odpowiednio przeniesione na inne ssaki. 
- Wady rozwojowe

Wady rozwojowe powstają w czasie rozwoju embrionalnego pod wpływem wielu czynników. Jeżeli powodują dolegliwości, powinny być leczone i korygowane chirurgicznie.
Jeżeli cewka moczowa nie jest wykształcona, mówi się o agenezji, jeśli jej światło jest zamknięte w jakimś miejscu stwierdza się atrezję.
Jedną z najczęstszych wad rozwojowych męskich narządów płciowych jest spodziectwo. W tym przypadku cewka moczowa jest niecałkowicie zamknięta wzdłuż i otwiera się na spodniej (brzusznej) stronie prącia. Występuje również bardzo rzadko u dziewcząt, w którym to przypadku cewka moczowa otwiera się do pochwy. Rzadko występuje również szczelina grzbietowa, epispadia. U chłopców rozszczep znajduje się na szczycie prącia, u dziewczynek łechtaczka jest zwykle rozszczepiona.
- Uchyłki, przetoki i wypadanie cewki

Uchyłki cewki moczowej to wypukłości, które mogą występować we wszystkich odcinkach, zwykle na spodzie cewki moczowej. Mogą one być wrodzone lub powstać później w odpowiedzi na zapalenie cewki moczowej poprzedzające jej zwężenie. Uchyłki zwykle obserwuje się z powodu przewlekłego zapalenia cewki moczowej.
Przetoki to połączenia między narządem  ze światłem (rurowym) a innym narządem. One również mogą być wrodzone lub nabyte. U kobiet nabyte przetoki cewkowo-pochwowej, czyli przetoki między cewką moczową a pochwą, są zwykle wynikiem ropni, np. zapalenia uchyłków cewki moczowej lub urazów powypadkowych i powikłań operacyjnych.
W przypadku wypadnięcia cewki moczowej (wypadanie cewki) błona śluzowa cewki wystaje z zewnętrznego ujścia cewki moczowej. Wypadanie cewki moczowej występuje głównie u młodych dziewcząt. Przyczyna nie jest jasna, leczenie chirurgiczne – waginoplastyka.
- Urazy cewki

Urazy cewki moczowej dzielą się na urazy „tylne” i „przednie”, które różnią się przyczyną. Urazy tylnej cewki moczowej to urazy cewki moczowej powyżej jej przejścia przez dno miednicy. Zwykle pojawiają się przy złamaniach miednicy w wyniku wypadków drogowych i upadków z dużych wysokości. Męskie cewki moczowe są częściej dotknięte niż żeńskie. Urazy przedniej cewki moczowej to urazy cewki moczowej poniżej dna miednicy. U osób dorosłych główną przyczyną są zabiegi medyczne, np. zbyt długie utrzymywanie cewników pęcherza moczowego. Również tutaj męskie cewki moczowe są częściej dotknięte. Urazy spowodowane innymi wprowadzonymi przedmiotami, na przykład w celu stymulacji seksualnej, są rzadkie i dotyczą cewki moczowej w pobliżu jej otwarcia. Urazowe urazy przedniej cewki moczowej są częstsze u dzieci niż u dorosłych, głównie od urazu udarowego krocza.
Występujące kamienie moczowe (kamica nerkowa), które są wypłukiwane z pęcherza do cewki moczowej lub rozwijają się w cewce moczowej mogą prowadzić do jej zwężenia.